# Bibliotecario

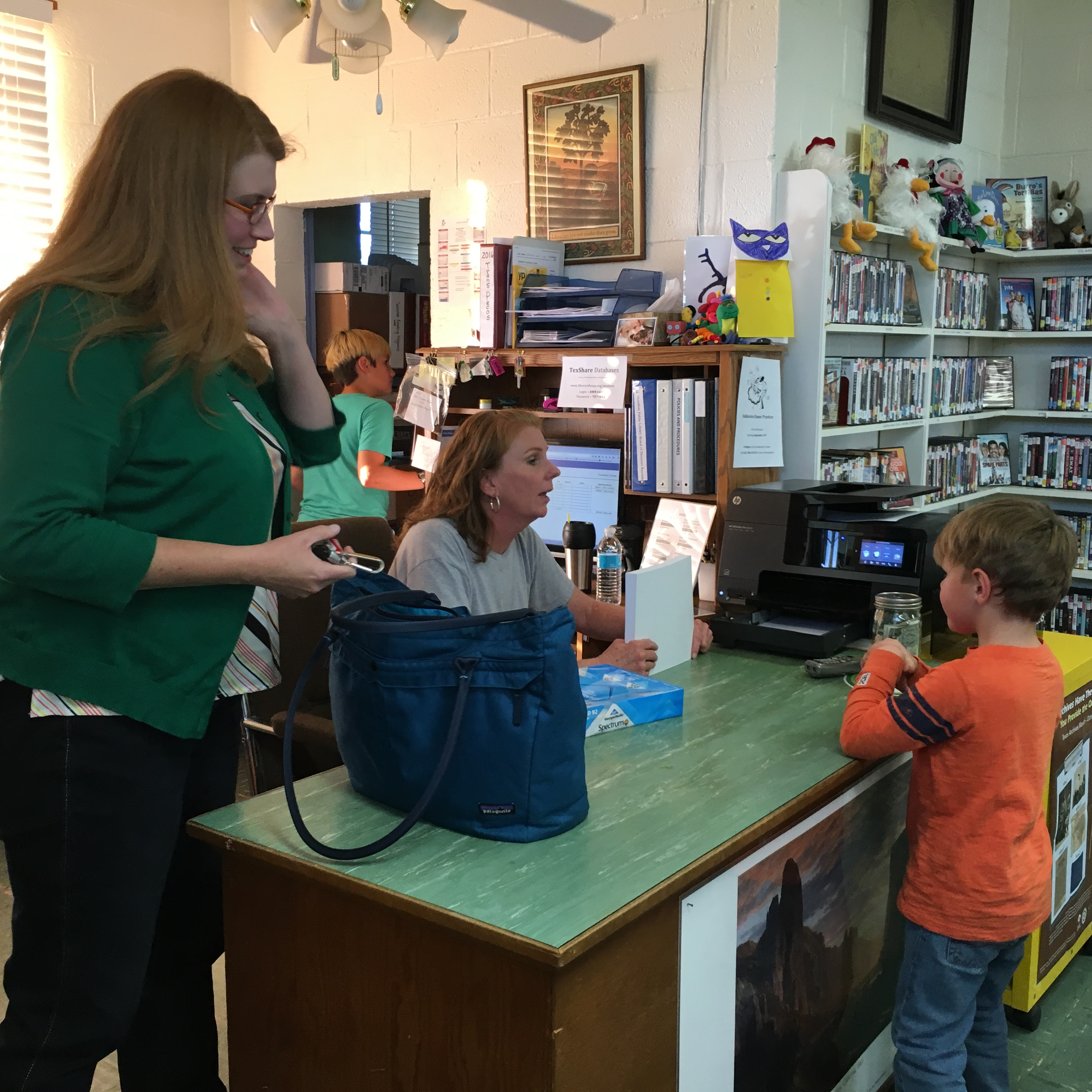
Bibliotecarie forniscono informazioni a un giovane utente.

Il bibliotecario è un professionista che opera in una biblioteca fisica o digitale o entrambe, con diverse specializzazioni.

## Descrizione
Nelle piccole biblioteche, il bibliotecario cura tutte le problematiche connesse al servizio. Nelle biblioteche più grandi, la professione tende ad avere una o più specializzazioni: reference (consulenza agli utenti), gestione collezione (gestione degli acquisti, dei doni e degli scarti), promozione della biblioteca e della lettura, gestione delle risorse elettroniche (banche dati, riviste digitali), catalogazione, ricerca bibliografica esperta nelle banche dati, ecc.
L'opera di un bibliotecario è legata alla biblioteca e/o servizio di informazione e documentazione in cui opera, agli scritti che ha prodotto e alle istituzioni alle quali afferisce e/o con cui egli collabora per svolgere una funzione fondamentale nella società: la diffusione della conoscenza aperta, della cultura, la promozione della lettura e di tutti i servizi alle persone collegati alla conoscenza.

## Normativa italiana
In Italia la professione di bibliotecario fa parte delle molte professioni non regolamentate da albo professionale o collegio, previste nella legge 4/2013. La figura del bibliotecario e i requisiti di conoscenza, abilità e competenza necessari per svolgere questa professione culturale, è stata successivamente delineata nella norma UNI 11535:2014, recepita poi dall'allegato 4 del decreto ministeriale 20 maggio 2019, n. 244 in materia di Procedura per la formazione degli elenchi na- zionali di archeologi, archivisti, bibliotecari, de- moetnoantropologi, antropologi fisici, esperti di diagnostica e di scienza e tecnologia applicate ai beni culturali e storici dell’arte, in possesso dei requisiti individuati ai sensi della legge 22 luglio 2014, n. 110. Fra gli ambiti in cui si trova ad operare vi sono anche i Centri di documentazione, fisici e digitali, che possono o meno affiancarsi alla biblioteca, in questo caso il professionista può assumere la funzione di bibliotecario documentalista.
Nella tradizione italiana si usa il termine anche per indicare un esperto o docente universitario che si occupa di bibliografia e di biblioteconomia (la forma di organizzazione, di classificazione e di trasmissione del sapere).
Una vasta documentazione di libri scritti da bibliotecari sul lavoro in biblioteca è accessibile tramite l'OPAC Servizio bibliotecario nazionale SBN.